# Sameera Perera
Mathrage Sanoj Sameera Perera (* 3. September 1989) ist ein sri-lankischer Fußballspieler.
Der Mittelfeldspieler Perera spielt mindestens seit der Saison 2013/14 für Saunders SC. Er gehört auch der sri-lankischen Fußballnationalmannschaft an. Mit dieser nahm er sowohl an der Fußball-Südasienmeisterschaft 2009 als auch am AFC Challenge Cup 2010 teil. Beim letztgenannten Turnier lief er dabei mit der Rückennummer 13 auf. Im Jahr 2009 sind für ihn drei Länderspiele ohne persönlichen Torerfolg verzeichnet. 2013 folgte ein weiterer Einsatz.